# Exoterismo

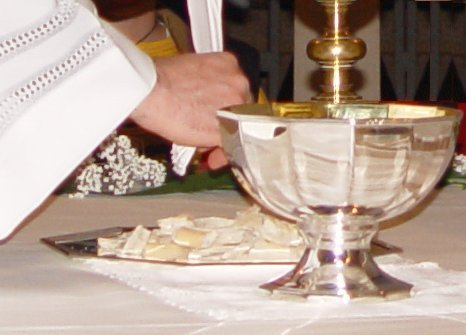
Fracción de la Eucaristía.

El exoterismo se refiere a las doctrinas y enseñanzas de tipo filosófico-religioso que no se ven limitadas a un determinado grupo de miembros y que, por lo tanto, son susceptibles de ser divulgadas públicamente y sin secreto. En este sentido es el concepto opuesto a esoterismo.
También puede referirse a las formas rituales o externas de una convicción o creencia.
Hay que tener en cuenta igualmente que el exoterismo, nace en contraposición de la corriente esotérica, que se basa en la práctica secreta, misteriosa, oculta del conocimiento espiritual, desarrollada en un grupo limitado, que se opone a la divulgación ideológica de sus creencias, por lo que se busca mantener dentro del mismo círculo la doctrina practicada. Porque en sí, el exoterismo promueve la divulgación de doctrinas, creencias, con el fin de que alcance a la mayor parte de la población, y por consiguiente, se adhieran a ella, en práctica, culto e incentivo de su divulgación propia, consolidándose como doctrina opuesta, que nace en contraposición del esoterismo

## Exoterismo en el islam
Usualmente el islam designa los aspectos exotéricos por el término sharia o ley religiosa islámica, quedando así reservados los aspectos más místicos u ocultos de la religión (ver sufismo).

## Exoterismo en el judaísmo
Los rituales más importantes en el judaísmo son la circuncisión de los niños a los ocho días de nacido, el día de descanso o shabbat, la prohibición de comer ciertos alimentos (cerdo) y la ceremonia de iniciación a los trece años de edad de acuerdo al Benei Mitzvá.

## Exoterismo en el cristianismo
También se hallan en el cristianismo tradiciones que son propiamente exotéricas. Entre las principales que podemos mencionar están:
- Iglesia católica
- Iglesia copta
- Iglesia ortodoxa
- Protestantismo

- Datos: Q377379